# あなたなしでは生きてゆけない
「あなたなしでは生きてゆけない」（あなたなしではいきてゆけない）は、Berryz工房の1枚目のシングル。2004年3月3日にピッコロタウン（現・アップフロントワークス / PICCOLO TOWNレーベル）から発売された。

## 概要
- センターは菅谷梨沙子、嗣永桃子。メインボーカルは菅谷梨沙子、夏焼雅、須藤茉麻、熊井友理奈 、嗣永桃子である。
- 表題曲のミュージック・ビデオは、さいたまスーパーアリーナにて撮影された。
- 2004年1月14日に行われた新ボーカルグループ発表記者会見にて発表された曲名は異なっており「Can't live with out you」であったが、後に「あなたなしでは生きていけない」に変更された。[2]
- 2007年9月26日に発売されたコンピレーションアルバム『つんく♂ベスト作品集(上)「シャ乱Q〜モーニング娘。」〜つんく♂芸能生活15周年記念アルバム〜』に収録されており、付属のブックレットにはこの曲のパート割りが記載されている。

## 収録曲
全作詞・作曲：つんく
1. あなたなしでは生きてゆけない [3:58]
編曲：AKIRA
2. BERRY FIELDS [3:09]
編曲：守尾崇
3. あなたなしでは生きてゆけない (Instrumental) [3:58]

## 参加ミュージシャン
あなたなしでは生きてゆけない
- 全ての楽器：AKIRA
- コーラス：AKIRA・つんく

BERRY FIELDS
- 全ての楽器：守尾崇
- コーラス：竹内浩明・古屋"chibi"恵子・つんく